# 320-as évek
Évszázadok: 3. század – 4. század – 5. század
Évtizedek: 270-es évek – 280-as évek – 290-es évek – 300-as évek – 310-es évek – 320-as évek – 330-as évek – 340-es évek – 350-es évek – 360-as évek – 370-es évek
Évek: 320 321 322 323 324 325 326 327 328 329

## Események
- 325 – Az I. egyetemes zsinat Nikaiában.
- 320 körül az indiai Gangesz völgyében virágzásnak indul a Gupta Birodalom.
- 324-ben I. Constantinus az egész Római Birodalom császára lesz.

## Híres személyek
- Nagy Konstantin római császár